# Erzbistum Samoa-Apia
Das Erzbistum Samoa-Apia (lat.: Archidioecesis Samoa-Apianus) ist eine in Samoa gelegene römisch-katholische Erzdiözese mit Sitz in Apia.

## Geschichte

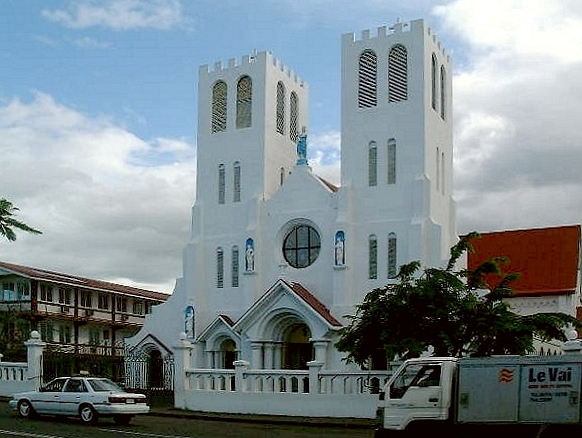
Alte Mulivai-Kathedrale

Das Erzbistum Samoa-Apia wurde am 20. August 1850 durch Papst Pius IX. aus Gebietsabtretungen des Apostolischen Vikariates Zentral-Ozeanien als Apostolisches Vikariat Archipel der Navigatoren errichtet. Am 4. Januar 1957 wurde das Apostolische Vikariat Archipel der Navigatoren in Apostolisches Vikariat Samoa und Tokelau umbenannt.
Das Apostolische Vikariat Samoa und Tokelau wurde am 21. Juni 1966 durch Papst Paul VI. mit der Apostolischen Konstitution Prophetarum voces zum Bistum erhoben und in Bistum Apia umbenannt. Es wurde dem Erzbistum Suva als Suffraganbistum unterstellt. Am 10. August 1974 wurde das Bistum Apia in Bistum Apia, Samoa und Tokelau umbenannt. Das Bistum Apia, Samoa und Tokelau wurde am 3. Dezember 1975 in Bistum Samoa und Tokelau umbenannt. Am 10. September 1982 gab das Bistum Samoa und Tokelau Teile seines Territoriums zur Gründung des mit der Apostolischen Konstitution Studiose quidem errichteten Bistums Samoa-Pago Pago ab.
Das Bistum Samoa und Tokelau wurde am 10. September 1982 durch Papst Johannes Paul II. mit der Apostolischen Konstitution Maiorem ad utilitatem zum Erzbistum erhoben und in Erzbistum Samoa-Apia und Tokelau umbenannt. Am 26. Juni 1992 wurde das Erzbistum Samoa-Apia und Tokelau in das Erzbistum Samoa-Apia und die Mission sui juris Tokelau geteilt.

## Ordinarien

### Apostolische Vikare des Archipels der Navigatoren
- Pietro Broyer SM, 1896–1918
- Joseph Darnand SM, 1919–1953
- Jean Baptiste Dieter SM, 1953–1955
- George Hamilton Pearce SM, 1956–1957

### Apostolische Vikare von Samoa und Tokelau
- George Hamilton Pearce SM, 1957–1966

### Bischöfe von Apia
- George Hamilton Pearce SM, 1966–1967, dann Erzbischof von Suva
- Pio Kardinal Taofinu’u SM, 1968–1974

### Bischöfe von Apia, Samoa und Tokelau
- Pio Kardinal Taofinu’u SM, 1974–1975

### Bischöfe von Samoa und Tokelau
- Pio Kardinal Taofinu’u SM, 1975–1982

### Erzbischöfe von Samoa-Apia und Tokelau
- Pio Kardinal Taofinu’u SM, 1982–1992

### Erzbischöfe von Samoa-Apia
- Pio Kardinal Taofinu’u SM, 1992–2002
- Alapati Lui Mataeliga, 2002–2023
- Mosese Vitolio Tui SDB, seit 2024